# Armand Mondou
Pour les articles homonymes, voir Mondou.
Armand Mondou (né le 27 juin 1905 à Yamaska, dans la province de Québec au Canada - mort le 13 septembre 1976) est un joueur professionnel de hockey sur glace qui évoluait en position d'ailier gauche. Membre des Canadiens de Montréal de la Ligue nationale de hockey (LNH) pendant douze saisons avec lesquels il remporte la Coupe Stanley en 1930 et 1931, il est connu pour s'être fait accorder le premier tir de pénalité de l'histoire de la ligue,.

## Biographie
Armand Mondou fait ses débuts professionnels en 1926 avec les Reds de Providence de la Canadian-American Hockey League (Can-Am). Deux ans plus tard, il est échangé aux Canadiens de Montréal de la Ligue nationale de hockey (LNH) en retour de Léo Gaudreault. Ailier à caractère défensif, il est l'un des principaux artisans de la victoire des « Habs » lors de la finale de la Coupe Stanley 1930, remportée face aux Bruins de Boston. La saison suivante, Montréal s'impose de nouveau, vainqueur cette fois des Black Hawks de Chicago. Par la suite, Mondou, souvent associer avec Leroy Goldsworthy et Georges Mantha, aide les Canadiens à se qualifier régulièrement pour les séries.
Au début de la saison 1934-1935, la LNH décide d'introduire le tir de pénalité. Le 10 novembre 1934, chez les Maple Leafs de Toronto, Mondou devient le premier joueur de la ligue à bénéficier de la nouvelle règle. Son tir est cependant arrêté par son ancien coéquipier George Hainsworth. À compter de l'édition 1936-1937, il partage son temps de jeu avec les Eagles de New Haven de la Ligue américaine de hockey, alors affiliés aux Canadiens.
Précédant la saison 1939-1940, il prend part au Match des étoiles, organisé en hommage à Babe Siebert, récemment nommé entraîneur-chef des Canadiens, qui vient de se noyer. Un an plus tard, il met un terme à sa carrière de joueur.
Au cours des douze saisons qu'il a joué pour les Canadiens, Mondou a porté treize numéros différents. Malgré son jeu défensif et sa hargne, il reste conscient des règles en vigueur, ne passant que seulement 99 minutes sur le banc de pénalité en 386 parties disputées.

## Statistiques
| Saison     | Équipe                          | Ligue         |     | Saison régulière | Saison régulière | Saison régulière | Saison régulière | Saison régulière |   | Séries éliminatoires | Séries éliminatoires | Séries éliminatoires | Séries éliminatoires | Séries éliminatoires |
| Saison     | Équipe                          | Ligue         | PJ  | B                | A                | Pts              | Pun              | PJ               | B | A                    | Pts                  | Pun                  |                      |                      |
| 1925-1926  | St. François-Xavier de Montréal | MTRHL[Quoi ?] |     |                  |                  |                  |                  |                  |   |                      |                      |                      |                      |                      |
| 1925-1926  | Nationale de Montréal           | MCBHL         | 8   | 0                | 2                | 2                | 6                |                  |   |                      |                      |                      |                      |                      |
| 1926-1927  | Reds de Providence              | Can-Am        | 32  | 6                | 2                | 8                | 35               |                  |   |                      |                      |                      |                      |                      |
| 1927-1928  | Reds de Providence              | Can-Am        | 40  | 12               | 9                | 21               | 50               |                  |   |                      |                      |                      |                      |                      |
| 1928-1929  | Reds de Providence              | Can-Am        | 10  | 1                | 0                | 1                | 10               |                  |   |                      |                      |                      |                      |                      |
| 1928-1929  | Canadiens de Montréal           | LNH           | 32  | 3                | 4                | 7                | 6                | 3                | 0 | 0                    | 0                    | 2                    |                      |                      |
| 1929-1930  | Canadiens de Montréal           | LNH           | 44  | 3                | 5                | 8                | 24               | 6                | 1 | 1                    | 2                    | 6                    |                      |                      |
| 1930-1931  | Canadiens de Montréal           | LNH           | 40  | 5                | 4                | 9                | 10               | 8                | 0 | 0                    | 0                    | 0                    |                      |                      |
| 1931-1932  | Canadiens de Montréal           | LNH           | 47  | 6                | 12               | 18               | 22               | 4                | 1 | 2                    | 3                    | 2                    |                      |                      |
| 1932-1933  | Canadiens de Montréal           | LNH           | 24  | 1                | 3                | 4                | 15               |                  |   |                      |                      |                      |                      |                      |
| 1932-1933  | Reds de Providence              | Can-Am        | 23  | 9                | 8                | 17               | 14               |                  |   |                      |                      |                      |                      |                      |
| 1933-1934  | Canadiens de Montréal           | LNH           | 48  | 5                | 3                | 8                | 4                | 1                | 0 | 1                    | 1                    | 0                    |                      |                      |
| 1933-1934  | Castors de Québec               | Can-Am        | 1   | 1                | 1                | 2                | 0                |                  |   |                      |                      |                      |                      |                      |
| 1934-1935  | Canadiens de Montréal           | LNH           | 46  | 9                | 15               | 24               | 6                | 2                | 0 | 1                    | 1                    | 0                    |                      |                      |
| 1935-1936  | Canadiens de Montréal           | LNH           | 36  | 7                | 11               | 18               | 10               |                  |   |                      |                      |                      |                      |                      |
| 1936-1937  | Canadiens de Montréal           | LNH           | 7   | 1                | 1                | 2                | 0                | 5                | 0 | 0                    | 0                    | 0                    |                      |                      |
| 1936-1937  | Eagles de New Haven             | LAH           | 36  | 7                | 21               | 28               | 12               |                  |   |                      |                      |                      |                      |                      |
| 1937-1938  | Canadiens de Montréal           | LNH           | 7   | 2                | 4                | 6                | 0                |                  |   |                      |                      |                      |                      |                      |
| 1938-1939  | Canadiens de Montréal           | LNH           | 34  | 3                | 7                | 10               | 2                | 3                | 1 | 0                    | 1                    | 2                    |                      |                      |
| 1938-1939  | Eagles de New Haven             | LAH           | 14  | 8                | 3                | 13               | 26               |                  |   |                      |                      |                      |                      |                      |
| 1939-1940  | Canadiens de Montréal           | LNH           | 21  | 2                | 2                | 4                | 0                |                  |   |                      |                      |                      |                      |                      |
| 1939-1940  | Eagles de New Haven             | LAH           | 21  | 6                | 15               | 21               | 4                | 3                | 0 | 0                    | 0                    | 2                    |                      |                      |
| Totaux LNH | Totaux LNH                      | Totaux LNH    | 386 | 47               | 71               | 118              | 99               | 32               | 3 | 5                    | 8                    | 12                   |                      |                      |

## Transactions en carrière
- 19 décembre 1928 : échangé aux Canadiens de Montréal par les Reds de Providence en retour de Léo Gaudreault.
- 23 janvier 1933 : échangé aux Reds par les Canadiens avec Léo Gaudreault en retour de Hago Harrington et Leo Murray, les deux franchises conservant le droit de rappel.
- 24 novembre 1936 : Prêté aux Eagles de New Haven par les Canadiens avec Paul Runge.

## Trophées et honneurs personnels
- Ligue nationale de hockey
  - Champion de la Coupe Stanley 1930 et 1931 avec les Canadiens de Montréal.
  - Retenu pour le Match des étoiles 1939.